# Pôle urbain
Pour les articles homonymes, voir Pôle urbain (Luxembourg).
 (mai 2022).

Illustration des termes de ville-centre, banlieue, couronne périurbaine, Unité urbaine et Aire urbaine d'après l'Insee

Sur cette carte représentant le découpage communal du département de la Loire-Atlantique, les couronnes périurbaines sont représentées en orange clair.

En France, selon la définition qu'en donne l'Insee, un pôle urbain est une unité urbaine offrant au moins 10 000 emplois et qui n'est pas située dans la couronne périurbaine d'un autre pôle urbain.
En 1999, la France métropolitaine comptait 354 pôles urbains regroupant 3 100 communes (8 % du nombre total de communes) et rassemblant 35 708 162 habitants (61 % de la population française) sur 44 030 km2 (8 % de la superficie).
Les pôles urbains, appelés officiellement grands pôles dans la typologie de l'Insee, recouvrent des situations géographiques et démographiques très diverses : certains regroupent plusieurs dizaines de communes et plusieurs centaines de milliers d'habitants, quand les plus petits ne rassemblent qu'une commune et moins de 20 000 habitants.
Sont appelés moyens pôles les unités urbaines comptant 5 000 à 10 000 emplois, et les petits pôles celles comprenant 1 500 à 5 000 emplois.